# Episodi di Bonanza (seconda stagione)
La seconda stagione della serie televisiva Bonanza è andata in onda negli Stati Uniti dal 10 settembre 1960 al 3 giugno 1961 sulla NBC.
| nº | Titolo originale        | Prima TV USA      | Titolo italiano | Prima TV Italia |
| -- | ----------------------- | ----------------- | --------------- | --------------- |
| 1  | Showdown                | 10 settembre 1960 |                 |                 |
| 2  | The Mission             | 17 settembre 1960 |                 |                 |
| 3  | Badge Without Honor     | 24 settembre 1960 |                 |                 |
| 4  | The Mill                | 1º ottobre 1960   |                 |                 |
| 5  | The Hopefuls            | 8 ottobre 1960    |                 |                 |
| 6  | Denver McKee            | 15 ottobre 1960   |                 |                 |
| 7  | Day of Reckoning        | 22 ottobre 1960   |                 |                 |
| 8  | The Abduction           | 29 ottobre 1960   |                 |                 |
| 9  | Breed of Violence       | 5 novembre 1960   |                 |                 |
| 10 | The Last Viking         | 12 novembre 1960  |                 |                 |
| 11 | The Trail Gang          | 26 novembre 1960  |                 |                 |
| 12 | The Savage              | 3 dicembre 1960   |                 |                 |
| 13 | Silent Thunder          | 10 dicembre 1960  |                 |                 |
| 14 | The Ape                 | 17 dicembre 1960  |                 |                 |
| 15 | The Blood Line          | 31 dicembre 1960  |                 |                 |
| 16 | The Courtship           | 7 gennaio 1961    |                 |                 |
| 17 | The Spitfire            | 14 gennaio 1961   |                 |                 |
| 18 | The Bride               | 21 gennaio 1961   |                 |                 |
| 19 | Bank Run                | 28 gennaio 1961   |                 |                 |
| 20 | The Fugitive            | 4 febbraio 1961   |                 |                 |
| 21 | Vengeance               | 11 febbraio 1961  |                 |                 |
| 22 | The Tax Collector       | 18 febbraio 1961  |                 |                 |
| 23 | The Rescue              | 25 febbraio 1961  |                 |                 |
| 24 | The Dark Gate           | 4 marzo 1961      |                 |                 |
| 25 | The Duke                | 11 marzo 1961     |                 |                 |
| 26 | Cutthroat Junction      | 18 marzo 1961     |                 |                 |
| 27 | The Gift                | 1º aprile 1961    |                 |                 |
| 28 | The Rival               | 15 aprile 1961    |                 |                 |
| 29 | The Infernal Machine    | 22 aprile 1961    |                 |                 |
| 30 | The Thunderhead Swindle | 29 aprile 1961    |                 |                 |
| 31 | The Secret              | 6 maggio 1961     |                 |                 |
| 32 | The Dream Riders        | 20 maggio 1961    |                 |                 |
| 33 | Elizabeth, My Love      | 27 maggio 1961    |                 |                 |
| 34 | Sam Hill                | 3 giugno 1961     |                 |                 |

## Showdown
- Prima televisiva: 10 settembre 1960
- Diretto da: Lewis Allen
- Scritto da: Dean Riesner

### Trama
- Guest star: Boyd 'Red' Morgan (Linc), John Maxwell (Tom McClure), Jack Lambert (John Pardo), Jody Warner (Ellie McClure), Ben Cooper (Sam Kirby), Norman Leavitt (Rudy, l'addetto al telegrafo), Ray Teal (sceriffo Roy Coffee)

## The Mission
- Prima televisiva: 17 settembre 1960
- Diretto da: James Neilson
- Scritto da: Robert E. Thompson

### Trama
- Guest star: Harry Carey, Jr. (caporale Burton), Dale van Sickel (Morgan), Henry Hull (Charlie Trent), Ray Hemphill (Johnson), Holly Bane (Kelly), Robert Adler (O'Hara), Lane Bradford (Monk), Don Rhodes (Latigo), Peter Whitney (Lewt Cutter), John Dehner (capitano Pender), Dan Collier (sergente)

## Badge Without Honor
- Prima televisiva: 24 settembre 1960
- Diretto da: Arthur Lubin
- Scritto da: John Twist

### Trama
- Guest star: Wendell Holmes (giudice Rand), Christine White (Mariette Blaine), Richard Warren (Gideon Cleminger), Bob Miles (Bill Cleminger), James Hong (Number One/cugino di Hop Sing), Fred Beir (Jason Blaine), Dan Duryea (Gerald Escus)

## The Mill
- Prima televisiva: 1º ottobre 1960
- Diretto da: John Rich
- Scritto da: Halsted Welles

### Trama
- Guest star: Harry Townes (Tom Edwards), Dianne Foster (Joyce Edwards), Claude Akins (Ezekiel)

## The Hopefuls
- Prima televisiva: 8 ottobre 1960
- Diretto da: James Neilson
- Scritto da: E. Jack Neuman

### Trama
- Guest star: Paul Genge (Mr. Blair), Jason Johnson (Matthew), Richard Reeves (cittadino), Clarence Straight (uomo più anziano), Larry Gates (Rev. Jacob Darien), Dennis Patrick (Sam Board), Hank Patterson (maniscalco), Charles Maxwell (Shenandoah), Clegg Hoyt (cittadino), Patricia Donahue (Regina Darien), Tom Newman (giocatore di carte)

## Denver McKee
- Prima televisiva: 15 ottobre 1960
- Diretto da: Jacques Tourneur
- Scritto da: Fred Freiberger, Steve McNeil

### Trama
- Guest star: Bob Barker (Mort), Stephen Courtleigh (Harley), Jim Galante (Corey), Pete Robinson (Fleming), William Fawcett (Pete Redfern), Ken Mayer (Miles Briscoe), Jack Lester (Johnson), Natalie Trundy (Connie McKee), Franchot Tone (Denver McKee)

## Day of Reckoning
- Prima televisiva: 22 ottobre 1960
- Diretto da: Richard H. Bartlett
- Scritto da: R. Harner Norris, Leonard Heideman

### Trama
- Guest star: Gail Bonney (Martha Taggart), Madlyn Rhue (Hatoya), Ricardo Montalbán (Matsou), Anthony Caruso (Largosa), Karl Swenson (Ike Taggart), Roy Engel (dottore)

## The Abduction
- Prima televisiva: 29 ottobre 1960
- Diretto da: Charles Haas
- Scritto da: Herman Groves

### Trama
- Guest star: Theodore Marcuse (Roudin), Gerald Mohr (Phil Reed), Stafford Repp (sceriffo), Laurie Mitchell (Harriet), Jackie Russell (Jennifer Beale), Jerry Oddo (Gerner), Robert Maffei (Bull Wyatt), Barbara Lawrence (Della Thompson), Mary Orozco (Daisy), Bob Hopkins (guida della fiera)

## Breed of Violence
- Prima televisiva: 5 novembre 1960
- Diretto da: John Florea
- Scritto da: David Lang

### Trama
- Guest star: Stuart Randall (vice sceriffo), Paul Lukather (Poke), Bob Miles (John), Charles Wagenheim (Trager), Myrna Fahey (Dolly Kincaid), Norman Alden (Robie), Hal Baylor (Clegg), Val Avery (sceriffo Kincaid), John Ericson (Vance Dagan)

## The Last Viking
- Prima televisiva: 12 novembre 1960
- Diretto da: John Florea
- Scritto da: Anthony Lawrence

### Trama
- Guest star: Louis Mercier (Duzzaq), Sonya Wilde (Carrie McClane), Al Ruscio (Vaca), Ric Marlow (Morgan), Neville Brand (Gunnar Borgstrom), Herbert Lytton (Abe McClane)

## The Trail Gang
- Prima televisiva: 26 novembre 1960
- Diretto da: John Rich
- Scritto da: Carey Wilber

### Trama
- Guest star: Robert J. Wilke (Brazis), Edgar Buchanan (Hallelujah Hicks), Bob Miles (cowboy), Harry Antrim (giudice Armbruster), James Westerfield (sceriffo John Logan), Richard Devon (Bruber), Dick Davalos (Sam Jackson/Johnny Logan), Linda Lawson (Melinda Bowers)

## The Savage
- Prima televisiva: 3 dicembre 1960
- Diretto da: James Neilson
- Scritto da: Joseph Stone, Paul King

### Trama
- Guest star: Hal John Norman (capo Chato), Frank Sentry (Iowa), Bob Wienskjo (Kaska), Maurice Jara (Tolka), Victor Millan (Dako), Henry Wills (McGregor), Larry Chance (Haddon), Anna Lisa (donna di White Buffalo/Ruth Halverson)

## Silent Thunder
- Prima televisiva: 10 dicembre 1960
- Diretto da: Robert Altman
- Scritto da: John Furia

### Trama
- Guest star: Stella Stevens (Ann Croft), Albert Salmi (Albie), Kenneth MacKenna (Sam Croft), Sherwood Price (Eb), James Griffith (predicatore), Harry Swoger (Tom)

## The Ape
- Prima televisiva: 17 dicembre 1960
- Diretto da: James P. Yarbrough
- Scritto da: Gene L. Coon

### Trama
- Guest star: Charles Tannen (Dave), Leonard Nimoy (Freddy), Karen Sharpe Kramer (Shari-Belle), Cal Bolder (Arnie Guthrie), Rodolfo Hoyos, Jr. (Pepe)

## The Blood Line
- Prima televisiva: 31 dicembre 1960
- Diretto da: Lewis Allen
- Scritto da: William Raynor, Myles Wilder

### Trama
- Guest star: David Macklin (Todd Grayson), Lee Van Cleef (Appling), Allan "Rocky" Lane (Luke Grayson), Dan Riss (Charlie), Thomas Browne Henry (Mr. Jenkins), Norman Leavitt (Bert), Ed Prentiss (prete), Jan Sterling (Dianne Jordan)

## The Courtship
- Prima televisiva: 7 gennaio 1961
- Diretto da: James P. Yarbrough
- Scritto da: Richard Neil Morgan

### Trama
- Guest star: Charles Tannen (Charlie), Paul Dubov (commerciante), Marshall Reed (Hammond), Lyle Talbot (Sugar Daddy), Lou Krugman (Jean), Julie Adams (Helen Layton)

## The Spitfire
- Prima televisiva: 14 gennaio 1961
- Diretto da: William Dario Faralla
- Scritto da: Ward Hawkins

### Trama
- Guest star: Anita Sands (Willow Hoad), Mary Treen (Mrs. Shaunessy), Theodore Lehmann (membro degli Hoad), Claude Hall (membro degli Hoad), Jack Mather (Bart Hastings), Jack Elam (Dodie Hoad), Don C. Harvey (Jeb Hoad), Steve Terrell (Bud Harvey), Katherine Warren (Maud Hoad)

## The Bride
- Prima televisiva: 21 gennaio 1961
- Diretto da: Alvin Ganzer
- Scritto da: Richard Newman

### Trama
- Guest star: Clarence Straight (conducente), Suzanne Lloyd (Jennifer Lane), Hank Worden (vecchio minatore), Mickey Simpson (minatore), John McIntire (sceriffo Mike Latimer), William Mims (Ed Bailey), Herb Vigran (barista), Adam West (Frank Milton)

## Bank Run
- Prima televisiva: 28 gennaio 1961
- Diretto da: Robert Altman

### Trama
- Guest star: Carl Milletaire (Mr. Miller), Owen Bush (J.R. Huggins), Arnold Merritt (consigliere di Harrison), Wynn Pearce (Mr. Johnson), Walter Burke (Tim O'Brien), Dan Tobin (Finch), Howard Wendell (consigliere di Harrison), Ian Wolfe (John J. Harrison), Mickey Finn (Frank)

## The Fugitive
- Prima televisiva: 4 febbraio 1961
- Diretto da: Lewis Allen
- Scritto da: Richard Landau

### Trama
- Guest star: Frank Silvera (El Jefe), Will Wright (Will Reagan), Salvador Baguez (Gomez), Veda Ann Borg (Beulah), Ziva Rodann (Maria), Arthur Batanides (Pablo), James Best (Carl Reagan), Alex Montoya (Juan)

## Vengeance
- Prima televisiva: 11 febbraio 1961
- Diretto da: Dick Moder
- Scritto da: Marion Parsonnet

### Trama
- Guest star: Robert Griffin (sceriffo), Keith Richards (Willie Twilight), Beverly Tyler (Mary), Bob Miles (mandriano), Olan Soule (impiegato dell'hotel), Adam Williams (Red Twilight)

## The Tax Collector
- Prima televisiva: 18 febbraio 1961
- Diretto da: William Witney
- Scritto da: Arnold Belgard

### Trama
- Guest star: Bob Miles (Cheering Cowboy), Charles Watts (Ellery), Maudie Prickett (cittadina), Henry Corden (Baxter), Eddie Firestone (Jock Henry), Russ Conway (Dave Hart), Kathie Browne (Ellen Henry), Florence MacMichael (Nancy Hart)

## The Rescue
- Prima televisiva: 25 febbraio 1961
- Diretto da: William Dario Faralla
- Scritto da: Steve McNeil

### Trama
- Guest star: Richard Coogan (Jake Moss), Leif Erickson (Josh Tatum), Lane Bradford (Curly), Joe Partridge (Gus Tatum), Burt Douglas (Jack Tatum), Ron Hayes (Johnny Reed), Joe Patridge (Gus Tatum)

## The Dark Gate
- Prima televisiva: 4 marzo 1961
- Diretto da: Robert Gordon
- Scritto da: Ward Hawkins

### Trama
- Guest star: Rush Williams (Matthew), James Anderson (Sam), Bill Clark (conducente della diligenza), Harry Dean Stanton (Billy), Donald Foster (Mr. Begley), John Mitchum (Jake), Joe Di Reda (Joe), Roy Engel (dottore Paul), CeCe Whitney (Delphine Marquette), James Coburn (Ross Marquette), Med Flory (Monk Hartley)

## The Duke
- Prima televisiva: 11 marzo 1961
- Diretto da: Robert Altman
- Scritto da: Theodore Ferro, Mathilde Ferro, William R. Cox

### Trama
- Guest star: Jason Evers (Lambert), J. Pat O'Malley (Limey), Maxwell Reed (Duke of London (Bobo), Randy Stuart (Marge), Al Christy (barista)

## Cutthroat Junction
- Prima televisiva: 18 marzo 1961
- Diretto da: Dick Moder
- Scritto da: Nat Tanchuck

### Trama
- Guest star: Bob Miles as, Jim Hayward (McCorkland), John Harmon (Weasel), J. Edward McKinley (Walker), Robert Anderson (Thorn), Robert Lansing (Jed Trask), Shirley Ballard (Belle Trask), Robert Adler (conducente della diligenza), Dan White (Simms), Dick Wessel (Mike Campbell)

## The Gift
- Prima televisiva: 1º aprile 1961
- Diretto da: William Witney
- Scritto da: Denne Bart Petitclerc, Thomas Thompson

### Trama
- Guest star: Jim Davis (Sam Wolfe), Joe Yrigoyen (Cayetano), Robert Christopher (tenente), Bob Miles (Wounded Soldier), Jack Hogan (Cash), Martin Landau (Emeliano), Felipe Turich (Jail Guard)

## The Rival
- Prima televisiva: 15 aprile 1961
- Diretto da: Robert Altman
- Scritto da: Anthony Lawrence

### Trama
- Guest star: Charles Aidman (Jim Applegate), Robert McQueeney (Gideon), Joe De Santis (Morehouse), Orville Sherman (Jess Morehouse), Peggy Ann Garner (Cameo Johnson), Charlene Brooks (Peggy Merchant)

## The Infernal Machine
- Prima televisiva: 22 aprile 1961
- Diretto da: William Witney
- Scritto da: Ward Hawkins

### Trama
- Guest star: George Kennedy (Peter Long), Shug Fisher (Jeff), Naura Hayden (Big Red), June Kenney (Robin), Willard Waterman (Throckmorton), Eddie Ryder (Daniel Pettibone), Ricky Kelman (ragazzo), Vaughn Taylor (Horace Ogleby)

## The Thunderhead Swindle
- Prima televisiva: 29 aprile 1961
- Diretto da: Dick Moder
- Scritto da: Gene L. Coon

### Trama
- Guest star: Walter Coy (Frank Furnas), Ross Elliott (Watkins), Bill Clark (Bully), Charles Horvath (Howell), Vito Scotti (Leon Flores), Parley Baer (Cunningham), Judson Pratt (Jim Bronson), Robert F. Hoy (Bully)

## The Secret
- Prima televisiva: 6 maggio 1961
- Diretto da: Robert Altman
- Scritto da: John Hawkins

### Trama
- Guest star: Dayton Lummis (Hiram Wood), Sherwood Price (Pete Parson), Bob Harris (Bill Parson), Stephen Joyce (Jerome Bell), Roy Engel (dottor Paul Martin), Morgan Woodward (vice sceriffo Conley), Patricia Michon (Betty May Wood), Crahan Denton (Jake Parson), Russell Collins (John Hardner), Bill Edwards (uomo)

## The Dream Riders
- Prima televisiva: 20 maggio 1961
- Diretto da: Robert Altman
- Scritto da: James Van Wagoner, Jack McClain

### Trama
- Guest star: Stuart Nisbet (sergente Hines), Jonathan Hole (Mr. Herschell), Sidney Blackmer (maggiore John F. Cayley), Burt Douglas (soldato Bill Kingsley), Diana Millay (Diana Cayley)

## Elizabeth, My Love
- Prima televisiva: 27 maggio 1961
- Diretto da: Lewis Allen
- Scritto da: Anthony Lawrence

### Trama
- Guest star: John Close (Bell), Bob Hopkins (marinaio), Selmer Jackson (dottore di Elizabeth), Geraldine Brooks (Elizabeth Stoddard), Alex Sharp (Blackmer), Bill Quinn (dottore), Richard Collier (Otto), Ted Knight (Halloran), Torin Thatcher (capitano Abel Morgan Stoddard), Berry Kroeger (Mandible), Molly Roden (Mrs. Callahan), Max Slaten (barista)

## Sam Hill
- Prima televisiva: 3 giugno 1961
- Diretto da: Robert Altman
- Scritto da: David Dortort

### Trama
- Guest star: Howard Wendell (Willis), Robert Ridgely (Billy Joe), Mickey Simpson (barista), Nesdon Booth (impiegato dell'hotel), Claude Akins (Sam Hill), Edgar Buchanan (John Henry Hill), Ford Rainey (colonnello Tyson), Richard Bartell (Hathaway), Bob Miles (soldato)